# شوهران
شوهران (انگلیسی: Husbands) یک مجموعه اینترنتی است. نویسندگی و تهیه‌کنندگی این مجموعه را برد بل و جین اسپنسن بر عهده داشتند.